# Londoner Konferenz (2003)
Bei der Londoner Konferenz verständigten sich im Juli 2003 rund zwei Dutzend Regierungen zur Situation in Kolumbien. In der abschließenden „Londoner Deklaration“, die auch Kolumbien mit unterzeichnete, werden Fragen der Entwicklungszusammenarbeit mit Fortschritten in der Beachtung von Menschenrechten und der Lösung des bewaffneten Konfliktes in dem südamerikanischen Staat verbunden.
Siehe auch: Bewaffneter Konflikt in Kolumbien